# Greenwater (Washington)
Pour les articles homonymes, voir Greenwater.
Greenwater est une localité américaine du comté de Pierce, dans le Washington.